# 2-Metil-1-pentanol
A 2-metil-1-pentanol szerves vegyület, hat szénatomos alkohol. Használják oldószerként, valamint különböző vegyszerek gyártásának köztiterméke.

## Fordítás
Ez a szócikk részben vagy egészben  a(z)   2-Methyl-1-pentanol című angol Wikipédia-szócikk ezen változatának fordításán alapul.  Az eredeti cikk szerkesztőit annak laptörténete sorolja fel. Ez a jelzés csupán a megfogalmazás eredetét és a szerzői jogokat jelzi, nem szolgál a cikkben szereplő információk forrásmegjelöléseként.